# Centrale nucléaire de Zhangzhou
La centrale nucléaire de Zhangzhou est une centrale nucléaire chinoise en cours de construction, située dans le Xian de Yunxiao près de Zhangzhou, dans la province du Fujian en Chine.
Le propriétaire et exploitant est la CNNC Guodian Zhangzhou Energy Company, une co-entreprise détenue à 51% par la Compagnie nucléaire nationale chinoise (CNNC) et à 49% par la China Guodian Corporation. Le maitre d'œuvre est CNNC.
Depuis janvier 2025, un réacteur Hualong-1 de 1 126 MWe est en service et trois autres sont en cours de construction pour une puissance cumulée de 3 378 MWe. La centrale devrait à terme être équipée de six réacteurs Hualong-1.

## Historique

### Phase 1
Le gouvernement local autorise la phase 1 en mai 2014, avec initialement la construction de deux réacteurs AP1000 américain par la CNNC. L'autorité de sûreté nucléaire chinoise valide la construction de deux AP1000 en décembre 2015, et confirme le site de la centrale de Zhangzhou en octobre 2016. Les travaux devaient démarrer en mai 2017, mais CNNC décide ultérieurement de construire une paire de réacteur chinois Hualong-1 (développés par CNNC).
La construction du réacteur no 1 commence le 16 octobre 2019 après obtention du permis de construction auprès du ministère de l'écologie et de l'environnement chinois,. La construction du deuxième réacteur débute le 2 octobre 2020. Ces deux réacteurs devraient entrer en service commercial en 2024 et 2025.
Zhangzhou-1 est connecté au réseau le 28 novembre 2024 et mis en service commercial le 1er janvier 2025.

### Phase 2
La phase 2 de la centrale de Zhangzhou est approuvé par le conseil d'État chinois en septembre 2022, après réalisation des études d'impact environnemental en octobre 2020. La construction du réacteur no 3 débute le 22 février 2024 et celle du réacteur no 4 le 27 septembre 2024.

### Phase 3
À terme il est prévu que la centrale comporte six réacteurs, avec la réalisation d'une troisième paire de Hualong-1,. En 2024, les pré-travaux sont en cours pour accueillir cette troisième paire de réacteur.

## Caractéristique des réacteurs
Les réacteurs Hualong-1 (version CNNC) sont des réacteurs à eau pressurisée de troisième génération de conception chinoise. Leur puissance électrique nette est de 1 126 MWe pour la première paire et 1 129 MWe pour la deuxième.

### Définition
Les caractéristiques des réacteurs sont données dans le tableau ci-après, les données sont principalement issues de la base de données PRIS (Power Reactor Information System) de l’Agence internationale de l'énergie atomique (AIEA).
Base de données établie par l'AIEA qui définit ainsi les termes :
- La puissance nette correspond à la puissance électrique délivrée sur le réseau et sert d'indicateur en termes de puissance installée,
- La puissance brute correspond à la puissance délivrée par l'alternateur (= puissance nette augmentée de la consommation interne de la centrale),
- La puissance thermique correspond, à la puissance délivrée par la chaudière nucléaire

Le début de construction correspond à la date de coulage des fondations du bâtiment réacteur. Une tranche (nom utilisé pour un réacteur complet) est considérée comme opérationnelle après son premier couplage au réseau. La mise en service commercial est le transfert contractuel de l’installation du constructeur vers le propriétaire ; en principe après réalisation des tests réglementaires et contractuels et après fonctionnement continu à 100 % pendant une durée définie au contrat de construction.
| Unité       | Statut          | Modèle    | Puissance   | Puissance   | Puissance        | Exploitant                            | Maitre d'œuvre | Début de construction | 1re divergence   | Raccordement au réseau | Mise en service commercial |
| Unité       | Statut          | Modèle    | Nette (MWe) | Brute (MWe) | Thermique (MWth) | Exploitant                            | Maitre d'œuvre | Début de construction | 1re divergence   | Raccordement au réseau | Mise en service commercial |
| ----------- | --------------- | --------- | ----------- | ----------- | ---------------- | ------------------------------------- | -------------- | --------------------- | ---------------- | ---------------------- | -------------------------- |
| Phase 1     |                 |           |             |             |                  |                                       |                |                       |                  |                        |                            |
| ZHANGZHOU-1 | Opérationnel    | Hualong-1 | 1 126       | 1 212       | 3 180            | CNNC Guodian Zhangzhou Energy Company | CNNC           | 16 octobre 2019       | 20 novembre 2024 | 28 novembre 2024       | 1er janvier 2025           |
| ZHANGZHOU-2 | En construction | Hualong-1 | 1 126       | 1 212       | 3 180            | CNNC Guodian Zhangzhou Energy Company | CNNC           | 4 septembre 2020      |                  |                        | ~2025                      |
| Phase 2     |                 |           |             |             |                  |                                       |                |                       |                  |                        |                            |
| ZHANGZHOU-3 | En construction | Hualong-1 | 1 129       | 1 212       | 3 180            | CNNC Guodian Zhangzhou Energy Company | CNNC           | 22 février 2024       |                  |                        |                            |
| ZHANGZHOU-4 | En construction | Hualong-1 | 1 129       | 1 212       | 3 180            | CNNC Guodian Zhangzhou Energy Company | CNNC           | 27 septembre 2024     |                  |                        |                            |
| Phase 3     |                 |           |             |             |                  |                                       |                |                       |                  |                        |                            |
| ZHANGZHOU-5 | À l'étude       | Hualong-1 | ~1 129      | ~1 212      | ~3 180           | CNNC Guodian Zhangzhou Energy Company | CNNC           |                       |                  |                        |                            |
| ZHANGZHOU-6 | À l'étude       | Hualong-1 | ~1 129      | ~1 212      | ~3 180           | CNNC Guodian Zhangzhou Energy Company | CNNC           |                       |                  |                        |                            |